# Beweging tegen illegale immigratie

Het DPNI-logo

De Beweging tegen illegale immigratie (DPNI) (Russisch: Движение против нелегальной иммиграции; Dvizjenieje protiv nelegalnoj immigratsii) is een Russische extreemrechtse beweging tegen immigratie. De organisatie werd tot 2010 geleid door Aleksandr Belov, een voormalig lid van de ultranationalistische Pamjat en tegenwoordig door Vladimir Jermolajev. De beweging werd gesticht op 10 juli 2002, in reactie op etnisch geweld tussen inwoners van een buitenwijk van Moskou en illegale immigranten uit de zuidelijk Kaukasische republieken.
De DPNI hebben een aantal anti-immigrantenbijeenkomsten gehouden op verschillende plaatsen in Rusland. Naast massale protesten is de beweging ook actief in het organiseren van publieke druk om etnische Russen te ondersteunen in een aantal geruchtmakende zaken over criminele activiteiten van immigranten. Hoewel haar naam anders doet vermoeden, is de beweging ook gericht op Tsjetsjenen en andere inwoners van Kaukasusrepublieken die Russische burgers zijn. De DPNI is een van de meest actieve extreem rechtse politieke organisaties in Rusland en heeft ongeveer 5000 leden verdeeld over 30 verschillende regio's.
Een deel van de aanhangers van de verboden Russische Nationale Eenheid vormt nu een deel van de achterban van de DPNI.